# Арнолд I фон Лауренбург
Арнолд I фон Лауренбург (на немски: Arnold I von Laurenburg; † ок. 1148) от Дом Насау е от 1123 до 1148 г. граф на Лауренбург, от 1124 г. фогт на Св. Георг в Лимбург на Лан и фогт на Идщайн.

## Произход и управление
Той е вторият син на граф Дудо-Хайнрих фон Лауренбург (1060 – 1123) и Анастасия фон Арнщайн, дъщеря на граф Лудвиг I фон Арнщайн.
От 1120 до 1124 г. Арнолд I управлява заедно с по-големия му брат Рупрехт I († 1154). Двамата разширяват през 1124 г. замъка Насау на река Лан.

## Деца
Той има две деца:
- Хайнрих I († 1167)
- Рупрехт III († 1191)